# Víktor Nekràssov
Víktor Platónovitx Nekràssov (rus: Ви́ктор Плато́нович Некра́сов) (17 de juny [C.J. 4 de juny] de 1911, Kíiv – 3 de setembre de 1987, París) fou un escriptor soviètic i rus, dissident i emigrant. Guanyador del Premi Stalin del segon grau (1947). Fou també membre del PEN Club francès (1975) i de l'Acadèmia de Belles Arts de Baviera (1983).

## Biografia
Víktor Nekràssov va néixer a Kíev, on va començar a estudiar arquitectura mentre feia classes d'art dramàtic. Després de graduar-se a la universitat, va treballar com a arquitecte i es va convertir en actor i decorador de teatre.
Va ser mobilitzat des de l'inici de la guerra el 1941 i va marxar al front. Al període 1941-1944, Víktor Nekràssov estigué destinat a un regiment d'enginyers i comandant adjunt del batalló de sapadors. Participà en la Gran Guerra Patriòtica en la batalla de Stalingrad, a la campanya d'Ucraïna i a la campanya polonesa, en què fou ferit i desmobilitzat. Per les seves gestes d'armes, rebrà l'Orde de l'Estrella Roja, la Medalla al Valor i les Medalles per la Defensa de Stalingrad i la Victòria sobre Alemanya.
A Kíiv el 1945 esdevé periodista a Sovétskaia Kultura, rus: Советская культура ["La cultura soviètica"]. Es feu conèixer el 1946 en publicar V okópakh Stalingrada, rus: В окопах Сталинграда ["A les trinxeres de Stalingrad"]. Aquesta novel·la, fortament inspirada en les seves pròpies experiències de combat, és la crònica de la vida d'un batalló a través del dia a dia dels seus soldats. La novel·la fou mereixedora del Premi Stalin el 1946. Basada en la història i el guió de Nekràssov, el 1956 es va rodar la pel·lícula Soldats del director Aleksandr Ivanov, que va rebre el premi del Festival de Cinema de Tota la Unió.
El 1954, després de la mort de Stalin, Nekràssov aprofita la desestalinització per publicar V rodnom górode, rus: В родном городе ["A la ciutat natal"], on s'allunya del realisme soviètic.
El 1959, fa una crida obertament a la construcció d'un monument per commemorar la massacre de Babi Iar. Un any abans de la seva mort, Nekràssov, tot recordant els esdeveniments d'aquell any, va escriure un article, publicat al diari Nóvoie rússkoie slovo (Nova York, 28 de setembre de 1986), titulat "Babi Iar fa 45 anys", que deia: "Aquí es va afusellar persones de diferents nacionalitats, però només els jueus van morir pel fet de ser jueus...". El 1961 es va publicar a la revista Novi Mir la història "Kira Gueórguievna", on tracta d'evocar el tema dels camps.
El 1966 va signar una carta, junt amb 25 figures culturals i científiques, adreçada al Secretari General del Comitè Central del PCUS, Leonid Bréjnev, contra la rehabilitació de Stalin.
Pel fet de les seves activitats polítiques, fou expulsat del partit el 1973, i hagué d'emigrar a França el 1974. Al maig de 1979, Víktor Nekràssov va ser privat de la seva ciutadania soviètica "per activitats incompatibles amb l'alt rang d'un ciutadà de l'URSS". El 1983 es va convertir en ciutadà de França. En els darrers anys, va viure amb la seva dona a la plaça Kennedy de Vanves (un suburbi de París), a la mateixa casa amb la família del seu fillastre Víktor Kóndirev.
Víktor Nekràssov va morir de càncer de pulmó a París el 3 de setembre del 1987. Fou sebollit al Cementiri rus de Sainte-Geneviève-des-Bois. Al capdamunt de la tomba, es va instal·lar una tauleta de granit amb una tros de metralla adherida, recollida pel mateix Nekràssov el 1947 a Mamàiev Kurgan, on va lluitar durant la batalla de Stalingrad.